# Al-Qibliyya
Al-Qibliyya (in arabo ﺍﻟﻘﺒﻠﻴـة‎?) è un'isola dell'Oman facente parte dell'arcipelago Kuria Muria, a sud di 50 km dalla Penisola araba.

## Geografia
L'isola ha una media di 20 m sul livello del mare, ma ci sono due rilievi: uno di 80 metri, l'altro di 100 metri. L'isola è desertica e in estate può raggiungere i 50° centigradi.

## Flora e Fauna
A causa del terreno desertico, non c'è alcun tipo di piante e di vegetazione. La fauna è invece composta dai molluschi che vivono nelle acque circostanti e lungo le spiagge. Attorno all'isola nuotano squali.

## Storia
Nel 1500 a.C. venne colonizzata da popolazioni arabe che sfruttarono l'isola come luogo di pesca. Un terremoto, probabilmente verificatosi nel 350 d.C., costrinse gli abitanti a lasciare l'isola e a stabilirsi nella terraferma. Da allora l'isola non ebbe una popolazione stabile. Nonostante ciò nei secoli successivi rimase un punto d'approdo per i pescatori, tanto che nel XVIII secolo venne addirittura istituita una scuola di pesca. L'attività peschereccia venne bruscamente interrotta nel 1891, quando l'Oman divenne protettorato britannico e fu vietata l'attività di pesca privata.
Nel 1977 su ordine di Qabus dell'Oman venne costruito un campo di concentramento nell'isola e furono minate le acque per evitare la fuga. Nell'isola furono internati i coloni britannici e chiunque avesse violato la legge religiosa islamica. Si stima che nell'isola persero la vita 60 persone, a causa delle torture e delle esecuzioni sommarie.

Dopo anni di pressione da parte delle organizzazioni per i diritti umani, nel 1990 il campo fu convertito in una stazione della polizia di frontiera e gli internati furono liberati o estradati in altri paesi vicini.
A causa della inutilità della stazione della polizia di frontiera, il 16 settembre 2000 essa venne chiusa.